# تدی شولتن
تدی شولتن (به انگلیسی: Teddy Scholten) (زاده ۱۱ می ۱۹۲۶-درگذشته ۸ آوریل ۲۰۱۰) خوانندهٔ هلندی بود.
او در سال ۱۹۵۹ در مسابقه یوروویژن شرکت کرد و برنده شد.